# Магдалена Кубасевич
Магдалена Кубасевич (пол. Magdalena Kubasiewicz, 1990) — польська письменниця-фантастка, автор фентезі та детективних творів. Належить до літературної групи «Harda Horda».

## Біографія
Магдалена Кубасевич народилась у Свентокшиському воєводстві. Навчалась у Ягеллонському університеті, після закінчення якого живе у Кракові. Розпочала літературну діяльність у 2011 році, коли її оповідання «Торкнутися неба» (пол. Dotknąć nieba) було опубліковане в журналі «Science Fiction, Fantasy i Horror». Перший роман письменниці «Спалити відьму» (пол. Spalić wiedźmę), який є першим романом циклу «Королівська відьма» (пол. Królewska wiedźma), вийшов друком у 2016 році. У 2017 році вийшов друком другий роман циклу «Відьма Його Королівсьської Величності» (пол. Wiedźma Jego Królewskiej Mości). У 2021 році вийшов друком фентезійний роман авторки «Все поглине море» (пол. Wszystko pochłonie morze), який номінувався на Меморіальну премію імені Януша Зайделя і Літературну премію імені Єжи Жулавського. У 2022—2023 році вийшли друком три романи циклу «Вовча ягода» (пол. Wilcza Jagoda) — «Колискова для чарівниці» (пол. Kołysanka dla czarownicy), «Прислуга для чарівника» (пол. Przysługa dla czarnoksiężnika) і «Прокляття для демона» (пол. Klątwa dla demona), в яких розповідається про міську відьму, яка завдяки надприроднім здібностям проводить розслідування злочинів. Також Магдалена Кубасевич опублікувала цикл детективних творів «Емілія Бжеска в пошуку» (пол. Emilia Brzeska na tropie).

## Вибрана бібліографія

### Цикл «Королівська відьма»
- Спалити відьму" (пол. Spalić wiedźmę, 2016)
- "Відьма Його Королівсьської Величності (пол. Wiedźma Jego Królewskiej Mości, 2017)

### Цикл «Емілія Бжеска в пошуку»
- 50 весіль і поховання (пол. 50 wesel i pogrzeb, 2021)
- 100 весіль і смерть (пол. 100 wesel i zaginięcie, 2021)
- 150 весіль і труна (пол. 150 wesel i grób, 2021)

### Цикл «Вовча ягода»
- Колискова для чарівниці (пол. Kołysanka dla czarownicy, 2022)
- Прислуга для чарівника (пол. Przysługa dla czarnoksiężnika, 2022)
- Прокляття для демона (пол. Klątwa dla demona, 2023)

### Інші твори
- Де співають чорти (пол. Gdzie śpiewają diabły, 2019)
- Все поглине море (пол. Wszystko pochłonie morze, 2021)
- Нещастя ходять трійками (пол. Nieszczęścia chodzą trójkami, 2021)